# Iranska språk

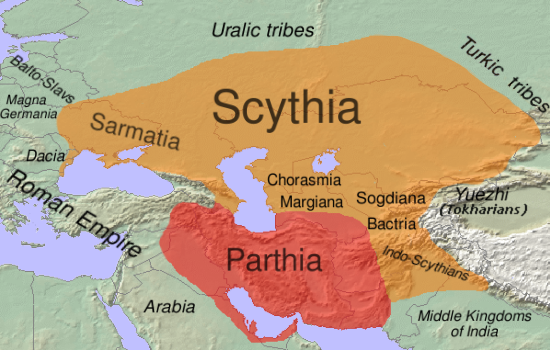
De iranska språkens historiska spridning ca 170 f.Kr

Iranska språk är en språkgrupp inom den indoeuropeiska språkfamiljen med totalt ca 150-200 miljoner talare, främst i sydvästra Asien.
De största iranska språken är persiska, pashto och olika kurdiska språk. Nypersiska, pashto, baluchiska och det kurdiska språket sorani skrivs med en anpassad form av det arabiska alfabetet medan det kurdiska språket kurmanji använder ett modifierat latinskt alfabet. Tadzjikiska och ossetiska använder det kyrilliska skriftsystemet.
Kronologiskt delas språken in i forniranska, medeliranska och nyiranska. Medan de lingvistiskt brukar indelas i västiranska och östiranska med undergrupper. Väst- och öst syftar på språkhistoriskt ursprung och inte på nuvarande utbredning, exempelvis tillhör både baluchiska och kurdiska den västiranska språkgruppen.

## Kronologisk indelning

### Forniranska språk
Bland de tidigaste dokumenterade iranska språken återfinns fornpersiska, ett sydvästligt språk känt främst från de akemenidiska inskrifterna (521–331 f.Kr.). Ett annat betydelsefullt språk är avestiska, som uppvisar drag från både väst- och östiranska språk. Avestiskan användes i zoroastrismens heliga texter (Avesta) och fördes sannolikt vidare muntligt fram till dess nedteckning, tidigast på 300-talet e.Kr. Fornpersiskan skrevs med kilskrift som markerar stavelser, medan avestiskan använde ett vokaliserat alfabet baserat på arameisk skrift.
Flera andra forniranska språk är endast kända genom enstaka ord eller namn, oftast bevarade i fornpersiska eller grekiska källor. Till dessa hör mediska, ett nordvästligt språk som talades i det mediska riket (ca 700–549 f.Kr.), och skytiska, ett nordöstligt språk som användes av nomadfolk norr om Svarta havet och Kaspiska havet. Dessa språk verkar ha varit utan egen skriftsystem.

### Medeliranska språk
Till de medeliranska språken räknas bland annat parthiska, ett nordvästligt språk som användes under den arsakidiska dynastin (ca 250 f.Kr.–226 e.Kr.), men där de flesta bevarade texter härrör från tiden efter rikets fall. Ett annat centralt språk är medelpersiska (även kallat pahlavi), som talades i Iran mellan 226 och 651 e.Kr. Båda språken skrevs med arameiskbaserade alfabet, kända för sin tvetydighet och bruk av stelnade arameiska uttryck.
Den nordöstliga gruppen omfattar språk som alanska, sogdiska och khorezmiska. Alanskan, en fortsättning på skytiskan, är sparsamt dokumenterad, främst genom ortnamn i norra Kaukasus. Sogdiskan användes från 300-talet och omkring 600 år framåt i området Sogdiana (mellan Oxus och Jaxartes) och längs handelsleder mot Kina. Den skrevs med ett arameiskt alfabet och förekom i manikeiska, kristna och buddhistiska texter. Khorezmiskan, talad i oaser söder om Aralsjön före vår tideräknings början, har endast överlevt i fragment, främst i arabisk omskrift från senare tid.
Bland de sydöstliga medeliranska språken märks baktriska, som skrevs med grekiska bokstäver och användes i norra Afghanistan under de första århundradena e.Kr. Ett känt exempel är en tempelinskrift från Surkh-Kotal. Till samma grupp hör även sakiska, som förekommer i dialekterna tumshukiska (äldre) och khotanesiska (i både äldre och yngre form). De sakiska dialekterna har bevarats i buddhistiska texter från 400–900-talen, skrivna med en variant av det indiska brahmialfabetet.

### Nyiranska språk
De nyiranska språken omfattar ett stort antal moderna språk och dialekter. Viktigast är nypersiska (även kallad persiska), ett sydvästligt språk som är det dominerande i Iran och används i form av tadzjikiska i bland annat Tadzjikistan samt som dari eller kabuli i Afghanistan. Persiskan i Iran och Afghanistan skrivs med ett modifierat arabiskt alfabet, medan tadzjikiska vanligen skrivs med kyrilliska bokstäver. Dialektsituationen i Iran är komplex och ofullständigt kartlagd, med inslag av både sydvästliga (till exempel luri, bakhtiyari) och nordvästliga dialekter (exempelvis gilaki, talishi).
Bland de nordvästliga nyiranska språken finns kurdiska, som består av flera, ofta ömsesidigt svårbegripliga dialekter. De viktigaste är kurmandji (talas i Turkiet och skrivs med latinska  tecken) och sorani (använd i Irak och Iran, skrivs med arabiskt alfabet). Ett närstående språk är zazaiska (även dimli), som talas i östra Turkiet. Till samma grupp räknas även baluchi, som talas i sydöstra Iran samt i närliggande områden i Pakistan och Afghanistan.
Den nordöstliga gruppen representeras av ossetiska, en ättling till alanska och skytiska som talas i Kaukasus i två dialekter. Dessa, digor och iron, är båda skrivna med kyrilliska bokstäver. Här återfinns även yaghnobi, ett språk som härstammar från sogdiska och fortfarande talas av ett fåtal tusen personer i Tadzjikistan.
Till den sydöstliga gruppen hör pashto (även kallat afghanska), ett av Afghanistans officiella språk, som även talas i nordvästra Pakistan. Dessutom inkluderas de så kallade pamirspråken, som används i de högt belägna dalgångarna i Pamir (Afghanistan, Pakistan, Sinkiang). Viktiga pamirspråk är shughni, yazgulami, wakhi, ishkashmi och yidgha.

## Språk
Det finns inte alltid tydliga gränser mellan olika varianter och dialekter inom språkgruppen, och det är inte alltid tydligt vad som ska betraktas som olika språk och vad som är varianter av ett och samma språk. 

### Officiella språk
Bland de många iranska språk som talas i modern tid har bara fem fått officiell status i de länder där de används:
- Persiska (fārsī) - är Irans huvudspråk och talas som modersmål av ungefär 30 miljoner personer.[7] Samtidigt talas flera närliggande dialekter exempelvis khorasani  och hazaragi. Dessutom finns mer fristående sydvästliga dialekter, såsom tati som talas av så kallade "tater" (både judar och muslimer) i Kaukasus, samt olika varianter av tadzjikiska.[8]

- Dari - som är en variant av persiskan, fungerar som ett nationellt andraspråk i Afghanistan.

- Pashto är Afghanistans officiella språk och har omkring 35 miljoner talare, varav många bor i Pakistan.
- Kurdiska talas (2022) av över 26 miljoner talare i bland annat Iran, Irak, Turkiet, Syrien och Kaukasusområdet.[7][9] Det är sedan 2005 ett av två officiella språk i Irak och det officiella språket i den irakiska Kurdistanregionen. Kurdiska delas in två huvuddialekter, sydkurdiska (sorani) och nordkurdiska (kurmanji).[10]

- Tadzjikiska, nära besläktat med persiskan men mer konservativt i vissa avseenden, är det nationella språket i Tadzjikistan. Förutom sin roll som nationalspråk fungerar tadzjikiska även som ett gemensamt kommunikationsspråk i Pamirbergen, ett område där många små iranska språk och dialekter talas. Denna roll har gett språket en särskild betydelse i regionen.[7]

### Andra större språk
Ossetiska talas av cirka 500 000 personer och är geografiskt beläget i Nordossetien (Ryssland) och Sydossetien (Georgien). Det är ett östiranskt språk som skiljer sig markant från övriga iranska språk och saknar ömsesidig begriplighet med dem. 
Baluchiska (balochi) talas av mer än 6 miljoner personer och är spritt över delar av Iran, Pakistan, Afghanistan och Centralasien, men har inte officiell status i något land. Trots att baluchiska är geografiskt närmare pashto, är det språkligt mer närbesläktat med kurdiska. En trolig teori är att baluchisktalande folk förflyttade sig från Kaspiska havets område österut under medeltiden, vilket förklarar deras nuvarande spridning.

### Övriga språk
Övriga iranska språk efter undergrupp är:
- Fornpersiska gruppen inkluderar avestiska, mediska och skytiska.[11] Dit hör även fornpersiska.[12]

- Sydvästliga gruppen inkluderar modern luri och bakhtiari (i sydvästra Iran) och tat.[12]

- Sydöstliga gruppen som inkluderar ett tiotal pamirspråk.[12] Exempel på pamirspråk är shughni, wakhi,[13] munji, sanglechi, yazgulami.[14]

- Nordöstliga gruppen dit yagnobi hör.[12]

## Språkträd
Försök har gjorts att dela in de iranska språken i ett språkträd. Lingvister är dock inte genomgående överens om hur språken ska delas in. Vidare råder delade meningar om vissa språk är ett eget språk eller en dialekt av ett annat språk. Ett exempel för ett föreslaget språkträd är det som presenteras av Ethnologue och som presenteras nedan: 
- Indoeuropeiska språk[11]
  - Indoiranska språk[11]
    - Iranska språk[11]
      - Avestiska [15]
      - Östiranska språk[11]
        - Nordöstiranska språk[11]
          - Ossetiska[11]
          - Yagnobi[11]
          - Yassic[11]

        - Sydöstiranska språk[16]
          - Pamirspråk[16]
            - Ishkashimi[16]
            - Munji[7]
            - Sanglechi[16]
            - Wakhi[16]
            - Yadgha[16]
            - Shugni-Yazgulami[16]
              - Sarikoli[17]
              - Shughni[17]
              - Yazghulami[17]

          - Pashto[18]
            - Central Pashto(en)[18]
            - Nordpashto(en)[18]
            - Pashto, Southern[18]
            - Waneci[18]

      - Västiranska språk[19]
        - Nordvästiranska språk[19]
          - Balochi[20]
            - Balochi, Östra[21]
            - Balochi, Södra[21]
            - Balochi, Västra[21]
            - Bashkardi[21]
            - Koroshi[21]

          - Kaspiska språk[20]
            - Gilaki[22]
            - Mazandarani[22]
            - Shahmirzadi[22]

          - Centraliranska språk[20]
            - Ashtiani[23]
            - Zoroastrisk dari[23]
            - Gazi[23]
            - Khunsari[23]
            - Natanzi[23]
            - Nayini[23]
            - Parsi-Dari[23]
            - Sivandi[23]
            - Soi[23]
            - Vafsi[23]

          - Kurdiska[20]
            - Kurdiska, Central[24]
            - Kurdiska, Norra[24]
            - Kurdiska, Södra[24] 
            - Laki[24]

          - Ormuri-Parachi[20]
            - Ormuri[25]
            - Parachi[25]

          - Semnani[20]
            - Lasgerdi[26]
            - Sangisari[26]
            - Semnani[26]
            - Sorkhei[26]

          - Talysh[20]
            - Alviri-Vidari[27]
            - Eshtehardi[27]
            - Gozarkhani[27]
            - Harzani[27]
            - Kabatei[27]
            - Kajali[27]
            - Karingani[27]
            - Kho’ini[27]
            - Koresh-e Rostam[27]
            - Maraghei[27]
            - Razajerdi[27]
            - Rudbari[27]
            - Takestani[27]
            - Talysh[27]
            - Taromi, Övre[27]

          - Oklassifierade[20]
            - Dezfuli[28]

          - Zaza-Gorani[20]
            - Bajelani[29]
            - Gurani[29]
            - Kakayi[29]
            - Shabak[29]
            - Zazaki, norra[29]
            - Zazaki, södra[29]

        - Sydvästiranska språk[19]
          - Fars[30]
            - Fars, Sydvästra[31]
            - Lari[31]

          - Luriska[30]
            - Bakhtiâri[32]
            - Kumzari[32]
            - Luriska, norra[32]
            - Luriska, södra[32]

          - Persiska[30]
            - Aimaq[33]
            - Bukharic[33]
            - Dari[33]
            - Dehwari[33]
            - Hazaragi[33]
            - Judeo-persiska[33]
            - Pahlavani[33]
            - Iransk persiska[33]
            - Tadzjikiska[33]

          - Tat[30]
            - Judeo-Tat[34]
            - Muslimsk tat[34]

## Skriftspråk och litteratur
Det område där iranska språk är och har varit uppdelat i olika länder med olika dominerande skriftspråk. Detta innebär att samma eller närbesläktade språk har kommit att skrivas med olika alfabet vilket omöjliggör skriftlig förståelse även där det talade språket är ömsesidigt förståeligt. 
Persiska skrivs med det arabiska alfabetet kompletterat med några bokstäver för ljud som finns i persiskan men saknas i arabiskan. Den persiska litteraturen är bland de äldsta i världen, spänner över tusentals år och har påverkat litteraturens utveckling i många andra kulturer i Asien och i Europa. Innan den arabiska erövringen av området skrevs fornpersiska med en semialfabetisk stavelsekilskrift som var skapad för just detta språk och de medeliranska språken med alfabet baserade på arameiskan.
Den tidigast bevarade kurdiska litteraturen härrör från 1500-talet och var skriven på kurmanji med arabisk skrift. Senare har sorani, med modifierad arabisk skrift, blivit det ledande kurdiska litteraturspråket. Kurmanji skrivs med latinska bokstäver i Turkiet, med kyrilliska bokstäver i före detta Sovjetunionen och även modifierad arabisk skrift. Användningen av kurdiska har länge varit förbjuden i Turkiet, vilket har hämmat kurmanjis utveckling som litteraturspråk.
Tadzjikiska skrivs med både arabiskt, latinskt och kyrilliskt alfabet.